# Tibor Berczelly
Tibor Berczelly (né le 3 janvier 1912 à Rákospalota et mort le 15 octobre 1990 à Budapest) est un escrimeur hongrois pratiquant le sabre et le fleuret.
Il a gagné 3 médailles d’or et 2 médailles de bronze aux Jeux olympiques entre 1936 et 1952. Aux championnats du monde, il obtient  5 médailles d’or, 1 médaille d’argent et une médaille de bronze.

## Palmarès
- Jeux olympiques d'été
  -  Médaille d'or au sabre par équipe en 1936
  -  Médaille d'or au sabre par équipe en 1948
  -  Médaille d'or au sabre par équipe en 1952
  -  Médaille de bronze au fleuret par équipe en 1952
  -  Médaille de bronze au sabre individuel en 1952
- Championnats du monde
  -  Médaille d'or au sabre par équipe en 1954
  -  Médaille d'or au sabre par équipe en 1953
  -  Médaille d'or au sabre par équipe en 1951
  -  Médaille d'or au sabre par équipe en 1937
  -  Médaille d'or au sabre par équipe en 1935
  -  Médaille d’argent au sabre individuel en 1937
  -  Médaille de bronze au sabre individuel en 1954